# Colette Allendy
Colette Allendy, née Colette Antoinette Dumouchel-Nel à Paris en 1895 et morte dans la même ville en 1960 est une peintre, illustratrice, et galeriste française dont le nom est lié à l'avant-garde de l'après-guerre.

## Biographie
Fille de l'artiste peintre Jules Nel-Dumouchel et de Marie Edmée Cougny, Colette Antoinette Dumouchel-Nel naît dans une famille d'artistes et d'écrivains. Cette influence la pousse à devenir elle-même artiste. Elle se forme en tant que peintre et illustratrice auprès d'Albert Gleizes et Juan Gris.   
Après la Seconde Guerre mondiale et la mort de son mari René Allendy, elle utilise l'argent qui lui reste pour ouvrir une galerie en 1946, la galerie Colette Allendy au 67 rue de l'Assomption. Elle la dirige seule et l'organise dans une partie de sa maison et son jardin où des sculptures sont exposées. Elle met en avant les oeuvres de ses amis cubistes et post-cubistes comme Robert et Sonia Delaunay, Henri Bernand Goetz, Albert Gleizes, Francis Picabia, et Marie Raymond. 
La Galerie Colette Allendy devient le lien de diffusion des nouveaux mouvements artistique tels que l'Abstraction lyrique ou le Nouveau réalisme. Allendy se distingue par ses expositions de groupe comme HWPSMTB (Hans Hartung, Wols, Francis Picabia, François Stahly, Georges Mathieu, Michel Tapié et Camille Bryen) en 1948, mais également pour sa promotion des artistes femmes comme Sonia Delaunay, Aurelie Nemours ou Marcelle Cahn. Elle organise des expositions monographiques notamment pour Fahrelnissa Zeid (1949), Jeanne Coppel (1950), Roberta González (1951), Semiramis Zorlu (1955), et Sedje Hémon (1956).  
La galerie est principalement un espace d'exposition et a permis à de jeunes artistes comme Aurélie Nemours, Yves Klein ou François Morellet de faire leurs débuts. Elle ferme avec la mort de Colette Allendy en 1960. 

## Archives
- Les archives de la galerie ont été déposées à l'IMEC : Page de présentation de la galerie par l'IMEC.
- Fonds : Galerie Colette Allendy (1946-1960) [archives écrites et photographiques ; 2 boites, soit 0.25 ml].  Cote : GALCALL 1 - 2. Paris : Bibliothèque Kandinsky, Centre Pompidou (présentation en ligne).